# سووبودنی، استان آمور
شهر اسووبودنی، اوبلاست آمور (به روسی: Свободный) در کشور روسیه و در اوبلاست آمور واقع شده‌است.